# Michael Whalen
Pour les articles homonymes, voir Whalen.

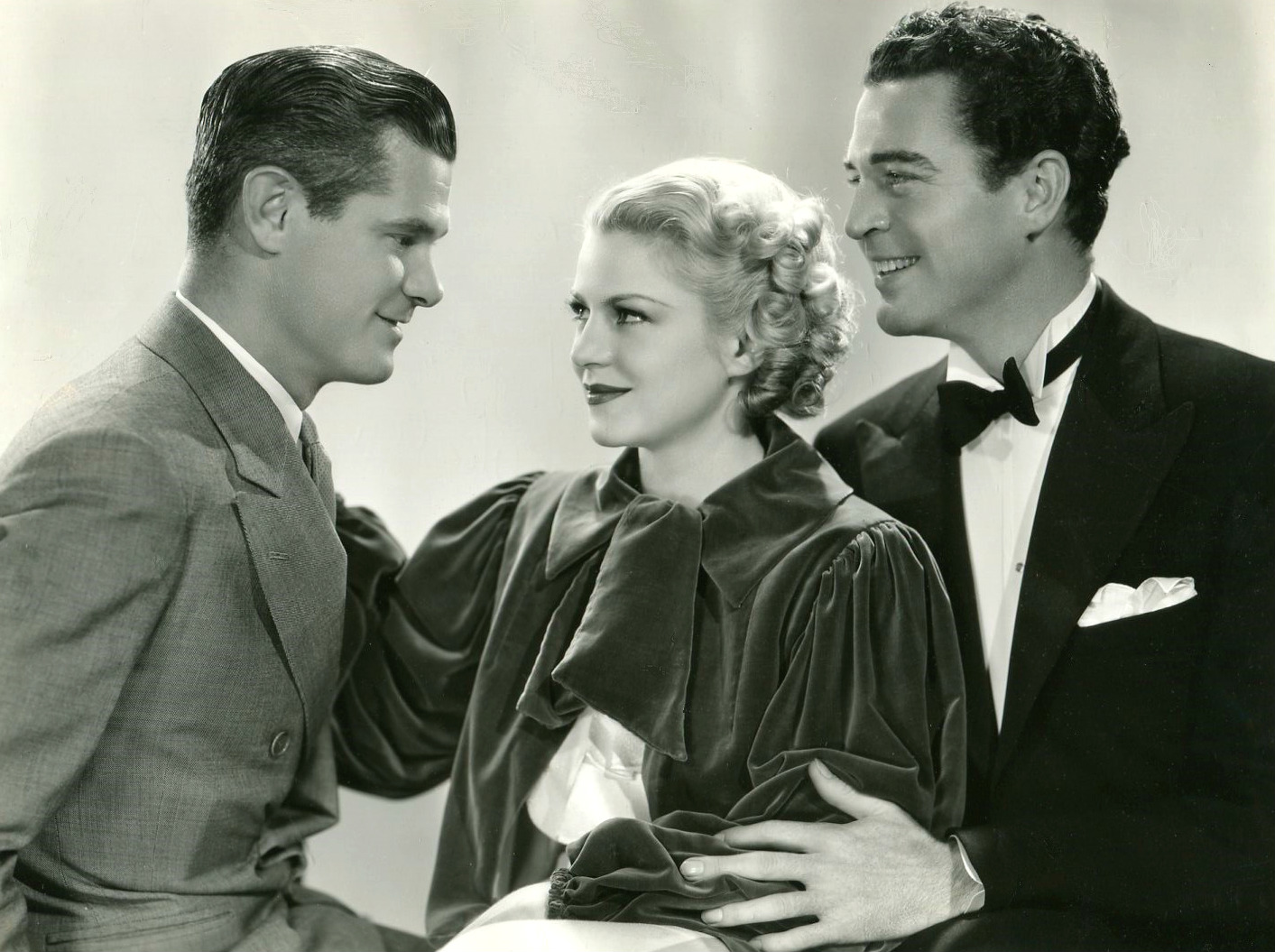
Paul Kelly, Claire Trevor et Michael Whalen (de g. à d.), dans Héros d'un soir (1936)

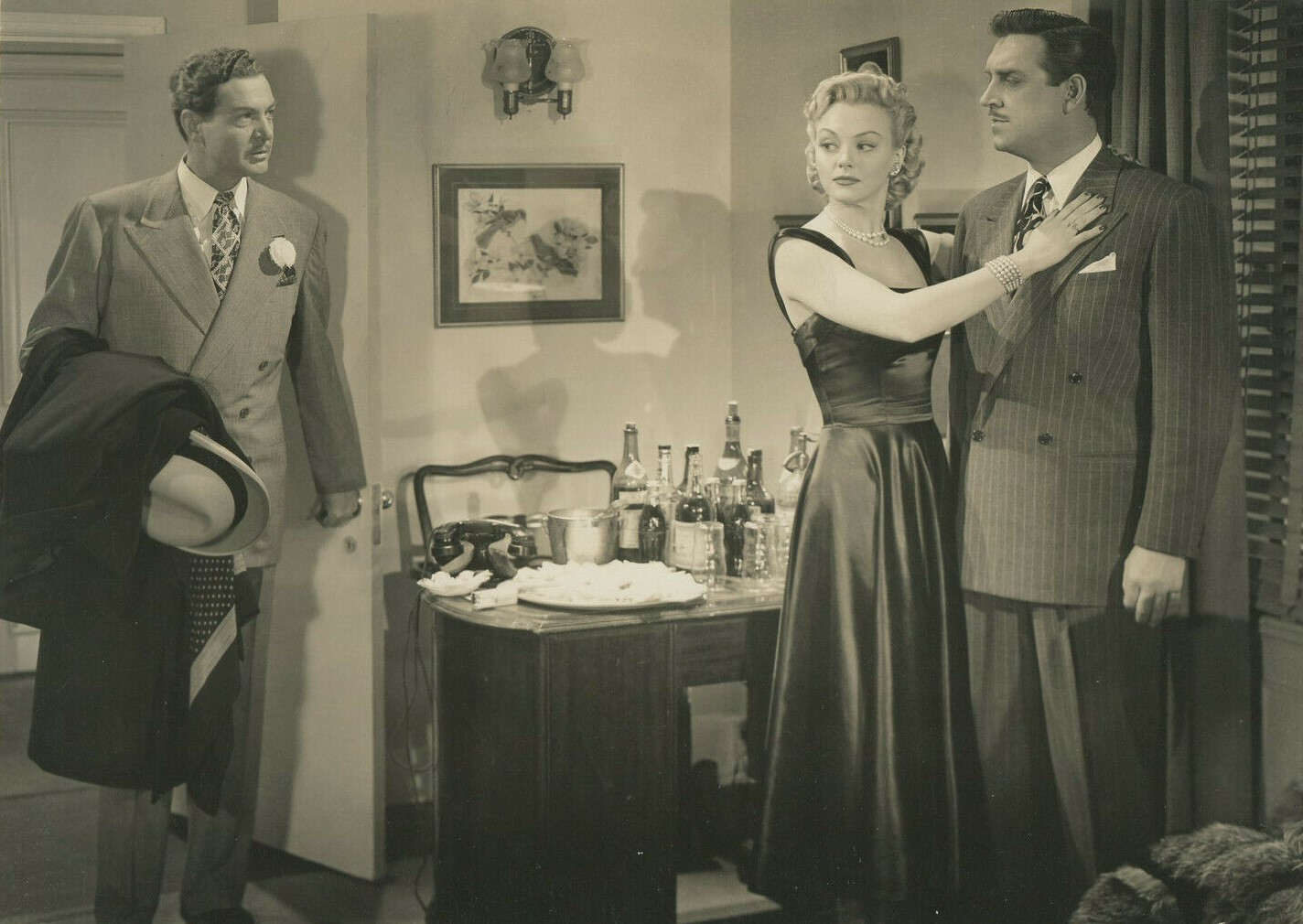
Michael Whalen, Leslie Brooks et Robert Paige (de g. à d.), dans Blonde Ice (1948)

Michael Whalen (nom de scène de Joseph Kenneth Shovlin), né le 30 juin 1902 à Wilkes-Barre (Pennsylvanie) et mort le 14 avril 1974 à Los Angeles (quartier de Woodland Hills, Californie), est un acteur américain.

## Biographie
Au cinéma, Michael Whalen contribue à cinquante-neuf films américains (dont quelques westerns), depuis Professional Soldier de Tay Garnett (1935, avec Victor McLaglen et Gloria Stuart) jusqu'à Elmer Gantry le charlatan de Richard Brooks (1960, avec Burt Lancaster et Jean Simmons).
Entretemps, mentionnons Le Médecin de campagne d'Henry King (1936, avec Jean Hersholt et June Lang), La Mascotte du régiment de John Ford (1937, avec Shirley Temple et Victor McLaglen), le serial Batman et Robin de Spencer Gordon Bennet (1949, avec Robert Lowery et Lyle Talbot) et le film de science-fiction Fusée pour la Lune de Richard E. Cunha (1958).
À la télévision américaine, outre deux téléfilms (1952-1955), il apparaît dans trente-quatre séries (dont plusieurs de western) entre 1949 et 1965, dont The Lone Ranger (cinq épisodes, 1949-1955), Cisco Kid (quatre épisodes, 1951-1954) et Les Aventuriers du Far West (un épisode, 1958).
Au théâtre enfin, il joue une fois à Broadway, dans Dix Petits Nègres d'Agatha Christie (1944-1945, avec Halliwell Hobbes et Nicholas Joy).
Michael Whalen meurt en 1974, peu avant son 72e anniversaire.

## Filmographie partielle

### Cinéma
- 1935 : Professional Soldier de Tay Garnett : George Foster
- 1936 : Héros d'un soir (Song and Dance Man) d'Allan Dwan : Alan Davis
- 1936 : White Fang de David Butler
- 1936 : Le Médecin de campagne (The Country Doctor) d'Henry King : Tony Luke
- 1936 : The Man I Marry (en) de Ralph Murphy : Ken Durkin
- 1936 : Pauvre Petite Fille riche (Poor Little Rich Girl) d'Irving Cummings : Richard Barry
- 1937 : La Mascotte du régiment (Wee Willie Winkie) de John Ford : le lieutenant « Coppy » Brandes
- 1938 : Change of Heart de James Tinling : Anthony Murdock
- 1948 : Blonde Ice de Jack Bernhard : Stanley Mason
- 1948 : Parole, Inc. d'Alfred Zeisler
- 1949 : Batman et Robin (New Adventures of Batman and Robin, the Boy Wonder) de Spencer Gordon Bennet (serial) : le détective privé Dunne (ch. 2, 9 et 12)
- 1949 : Plaisirs interdits (She Shoulda Said « No »! ou Wild Weed) de Sam Newfield : Jonathan Treanor
- 1952 : Waco (en) de Lewis D. Collins : le banquier Barnes
- 1958 : Fusée pour la Lune (Missile to the Moon) de Richard E. Cunha : Dirk Green
- 1960 : Elmer Gantry le charlatan (Elmer Gantry) de Richard Brooks : le révérend Phillips

### Télévision
(séries)
- 1949-1955 : The Lone Ranger
  - Saison 1, épisode 10 Talons hauts (High Heels, 1949 : Monk Gow) de George Archainbaud et épisode 50 La Veuve noire (The Black Widow, 1950 : le marshal Mason)
  - Saison 4, épisode 17 Le Globe (The Globe, 1954 : le marshal Hawkins) d'Oscar Rudolph, épisode 33 Fausse accusation (False Accusations, 1955 : le shérif) d'Oscar Rudolph et épisode 49 L'Appât (The Bait: Gold!, 1955 : Tom Harding) de Wilhelm Thiele
- 1951-1954 : Cisco Kid (The Cisco Kid)
  - Saison 2, épisode 4 Jewelry Store Fence (1951) de Paul Landres et épisode 10 Water Toll (1951) de Paul Landres : Pete Sturgis
  - Saison 4, épisode 20 The Iron Mask (1954 : Cain et Matt Haggar) de Lew Landers et épisode 26 Cisco Plays the Ghost (1954 : Hank Winters) de Lew Landers
- 1954 : Histoires du siècle dernier (Stories of the Century), saison 1, épisode 24 Tom Horn de William Witney :  le shérif Bill Roberts
- 1956 : Schlitz Playhouse of Stars, saison 5, épisode 17 The Big Payday de Jus Addiss
- 1956 : Lassie, saison 3, épisode 11 Fish Conservation de Lesley Selander : Phil Potter
- 1958 : Les Aventuriers du Far West (Death Valley Days), saison 6, épisode 19 Cockeyed Charlie Parkhurst de Stuart E. McGowan : Thomas Carter
- 1958 : Bat Masterson, saison 1, épisode 11 General Sherman's March Through Dodge City : le marshal
- 1961 : Remous (Sea Hunt), saison 4, épisode 27 Dark Evil : Oliver Brandon

## Théâtre à Broadway (intégrale)
- 1944-1945 : Dix Petits Nègres (Ten Little Indians) d'Agatha Christie : Philip Lombard